# Ian Brown
Ian George Brown, bedre kendt som Ian Brown, er en rock-sanger fra Storbritannien. Ian Brown er tidligere medlem af The Stone Roses.

## Diskografi
- Unfinished monkey business (1997)
- Golden Greats (2000)
- Music of The Spheres (2001)
- Solarized (2004)